# Bumiharjo (Kemalang)
Bumiharjo is een bestuurslaag in het regentschap Klaten van de provincie Midden-Java, Indonesië. Bumiharjo telt 1907 inwoners (volkstelling 2010).